# روسلان الکنو
روسلان الکنو (به انگلیسی: Ruslan Alekhno) (زاده ۱۴ اکتبر ۱۹۸۱) خواننده بلاروسی است.
او در مسابقه آواز یوروویژن ۲۰۰۸ نماینده بلاروس بود.